# Mirachelus urueuauau
Mirachelus urueuauau là một loài ốc biển, là động vật thân mềm chân bụng sống ở biển thuộc họ Chilodontidae.